# 內德維迪采

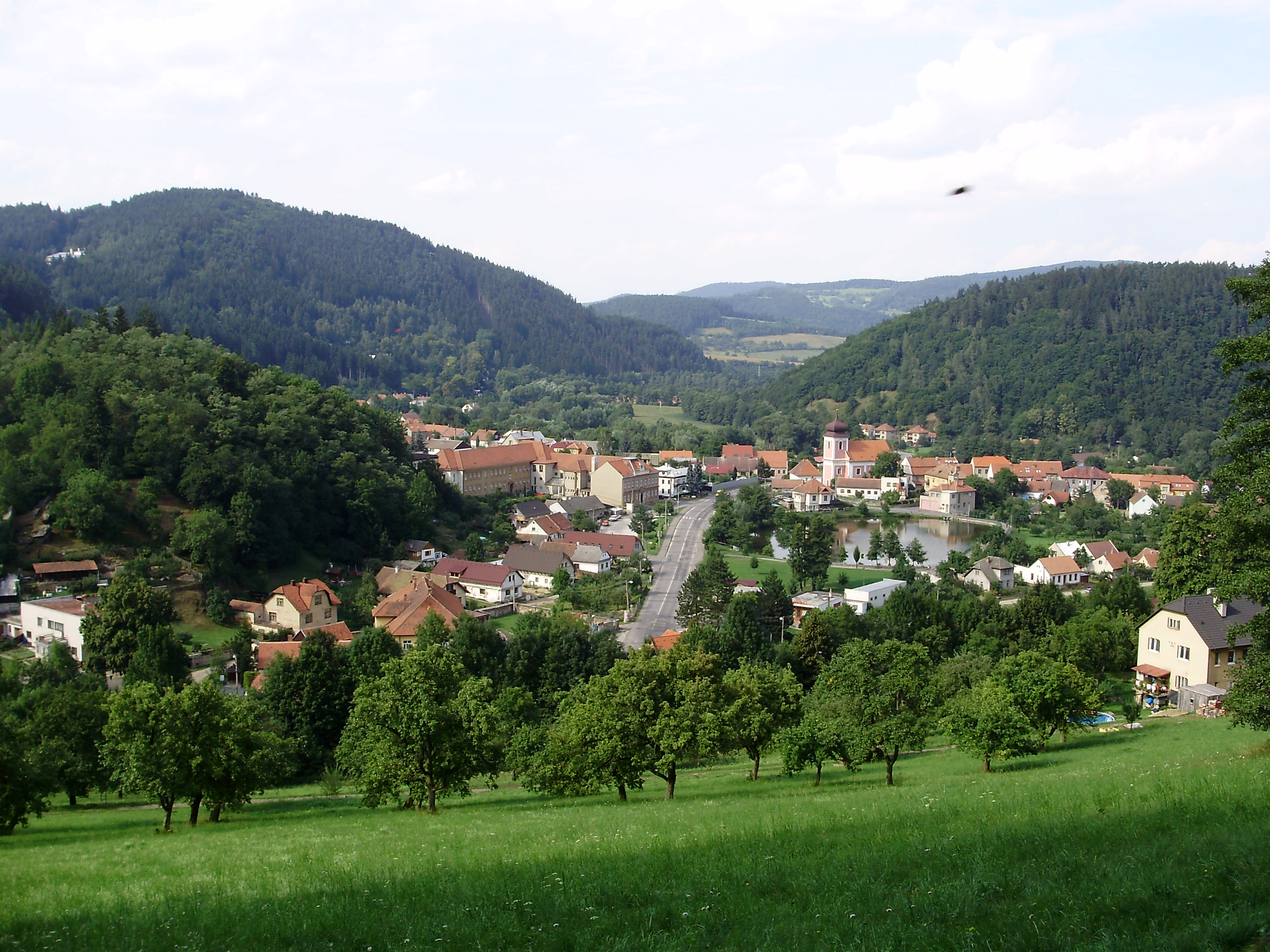

內德維迪采是捷克的城鎮，位於該國中部斯夫拉特卡河畔，距離首都布拉格156公里，由南摩拉維亞州負責管轄，面積6.56平方公里，海拔高度324米，2007年人口為1,300。

## 外部連結
- Czech Statistical Office: Municipalities of Brno-Country District